# Johannes Steinray
Johannes Steinray er en dansk komponist, der har komponeret musik til film og tv.

## Filmmusik
- Anja og Viktor - Brændende kærlighed (2007)
- Remember the Eyes (2008)
- Innocence Remains (2009)
- De fantastiske 3 (2010)
- Jensen & Jensen (2011)
- Une vie déportée - Short (2012)
- Janni & Karsten (2013)
- Loving Never Forgetting (2014)
- Avec Eric - Netflix (2015)
- Surf's Up - Netflix (2015)
- À court d'enfants (2015)
- Three Caballeros - Netflix (2015)
- My Life - BBC TV Series documentary (2018)
- Offbeat (pre-produktion)
- Dinda TV series (pre-produktion)
- Dinda & Novi Feature (pre-produktion)